# Liver (Automarke)

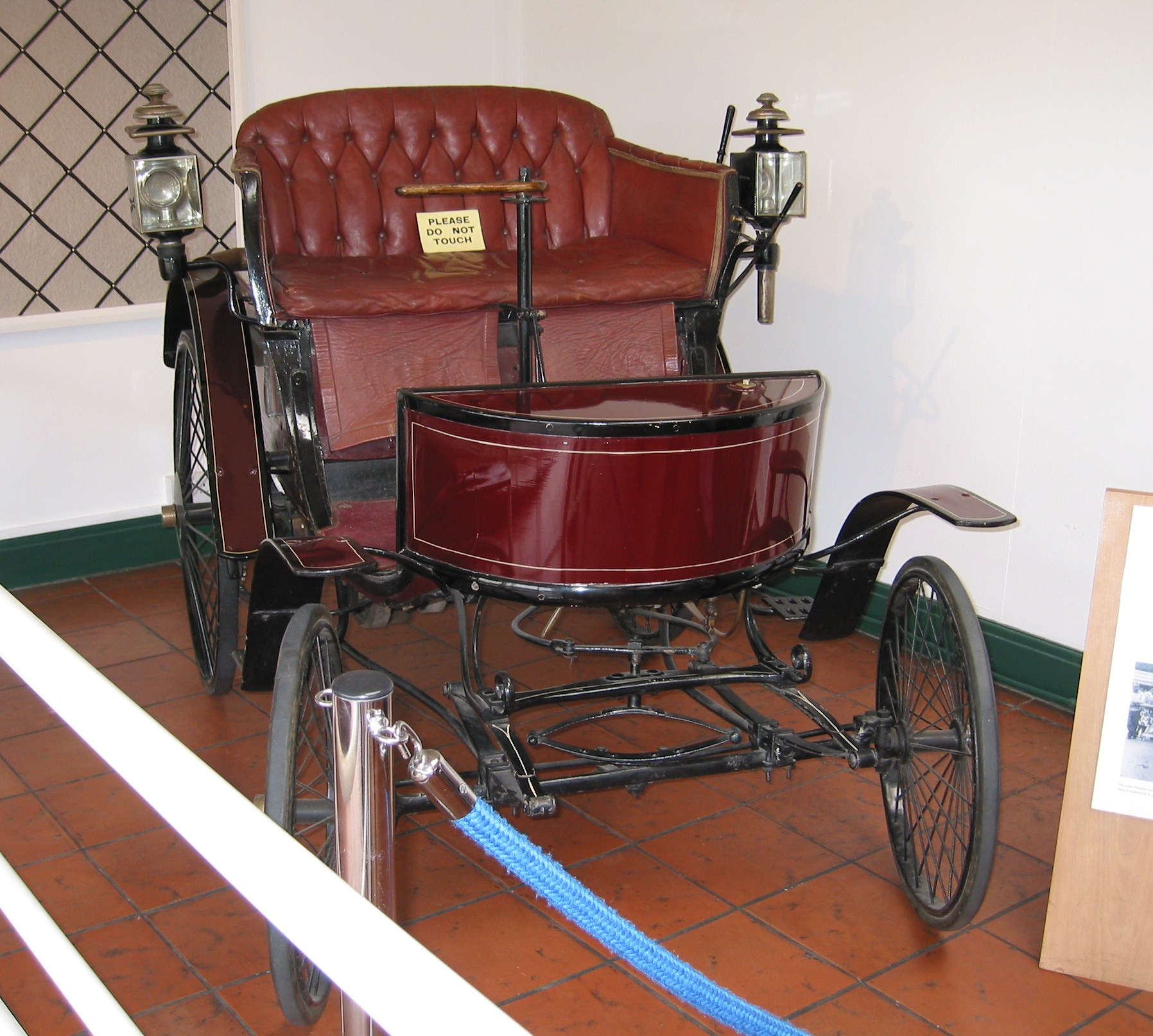
Liver von 1900

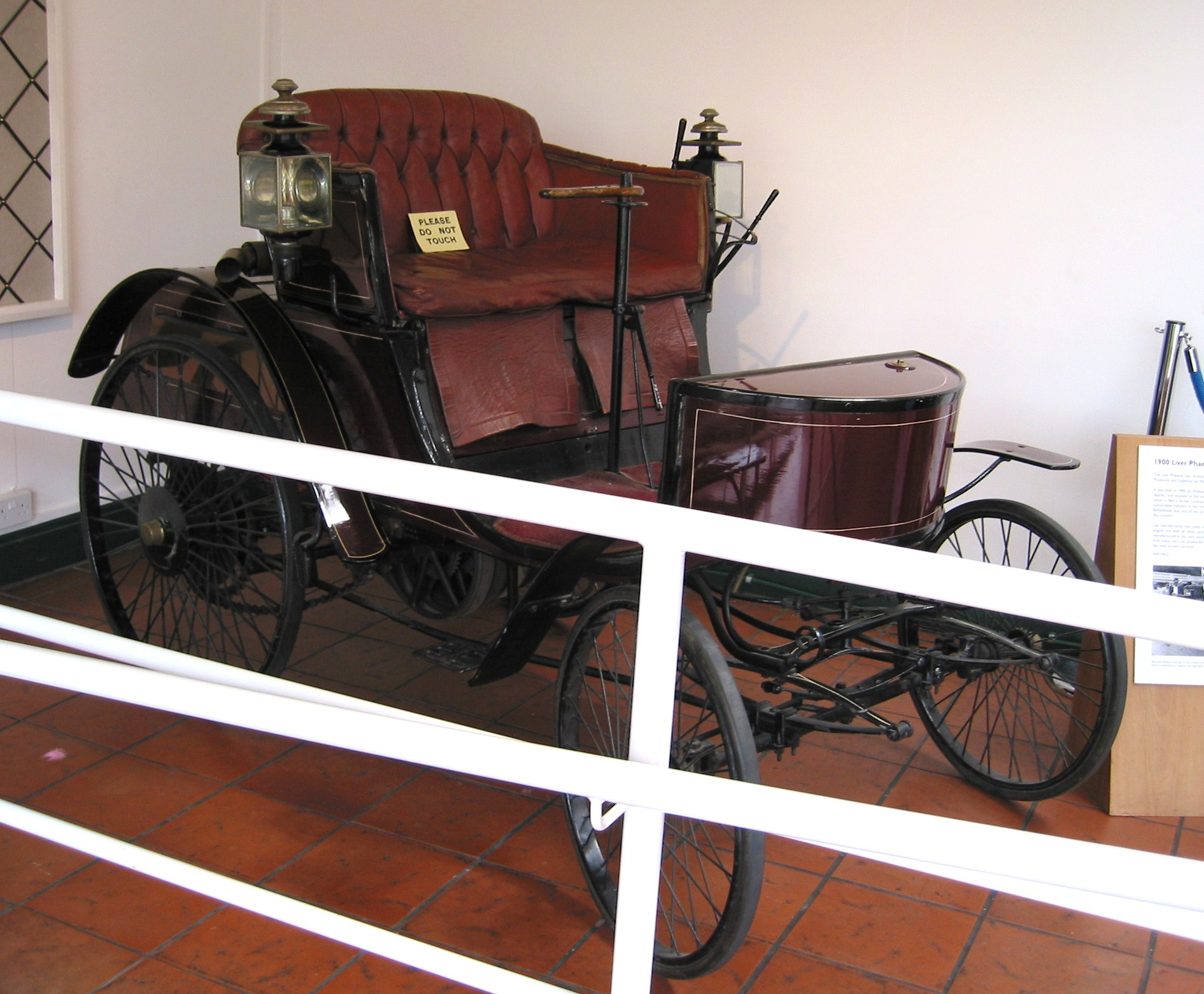
Liver von 1900

Liver war eine britische Automarke.

## Unternehmensgeschichte
Das Unternehmen William Lea Motor Co Limited begann 1900 in Liverpool mit der Produktion von Automobilen.
1901 wurde die Produktion eingestellt.

## Fahrzeuge
Es gab die beiden Modelle 3 ½ HP und 6 HP. Beide Modelle ähnelten den damaligen Modellen von Benz. Sie waren mit Einzylindermotoren im Heck ausgestattet.
Ein 3 ½ HP wurde am 23. Februar 1998 durch Christie’s für 145.900 DM versteigert. Es ist im Museum of Liverpool Life in Liverpool zu besichtigen.